# Parque Patricios
Parque Patricios é um bairro da cidade argentina de Buenos Aires. É onde se localiza a sede do clube de futebol Club Atlético Huracán.

## História
O local escolhido pelo Adelantado Don Pedro de Mendoza, em 1536, para construir a cidade que foi a Primeira Fundação de Buenos Aires, segundo a teoria do prestigioso historiador Guillermo Furlong Cardiff, SJ.
O bairro do Parque Patricios, na parte sul da Cidade Autônoma de Buenos Aires, deve seu nome e grande parte de sua identidade a um espaço verde emblemático: o Parque de los Patricios. Mais do que um simples pulmão urbano, este parque é uma testemunha silenciosa da história de Buenos Aires, um reflexo das transformações urbanas, dos movimentos sociais e da persistência da vida comunitária.

## Cultura
O Parque Patricios faz parte do Distrito Tecnológico, juntamente com os bairros de Boedo e Nueva Pompeya. Uma das primeiras e mais importantes obras do Distrito é a Casa de la Ciudad, sede do governo de Buenos Aires. É um edifício sustentável, projetado por Norman Foster, um dos arquitetos mais prestigiados do mundo.
Este bairro possui muitos hospitais, para tratar pacientes de todas as partes da Argentina, assim como a ex-notória Prisão Caseros, cuja demolição está sendo usado pelo artista Seth Wulsin como matéria-prima para uma escultura.